# Sieniec
Sieniec – wieś w Polsce położona w województwie łódzkim, w powiecie wieluńskim, w gminie Wieluń.
Wieś kapituły katedralnej gnieźnieńskiej w powiecie wieluńskim województwa sieradzkiego w końcu XVI wieku.

## Historia

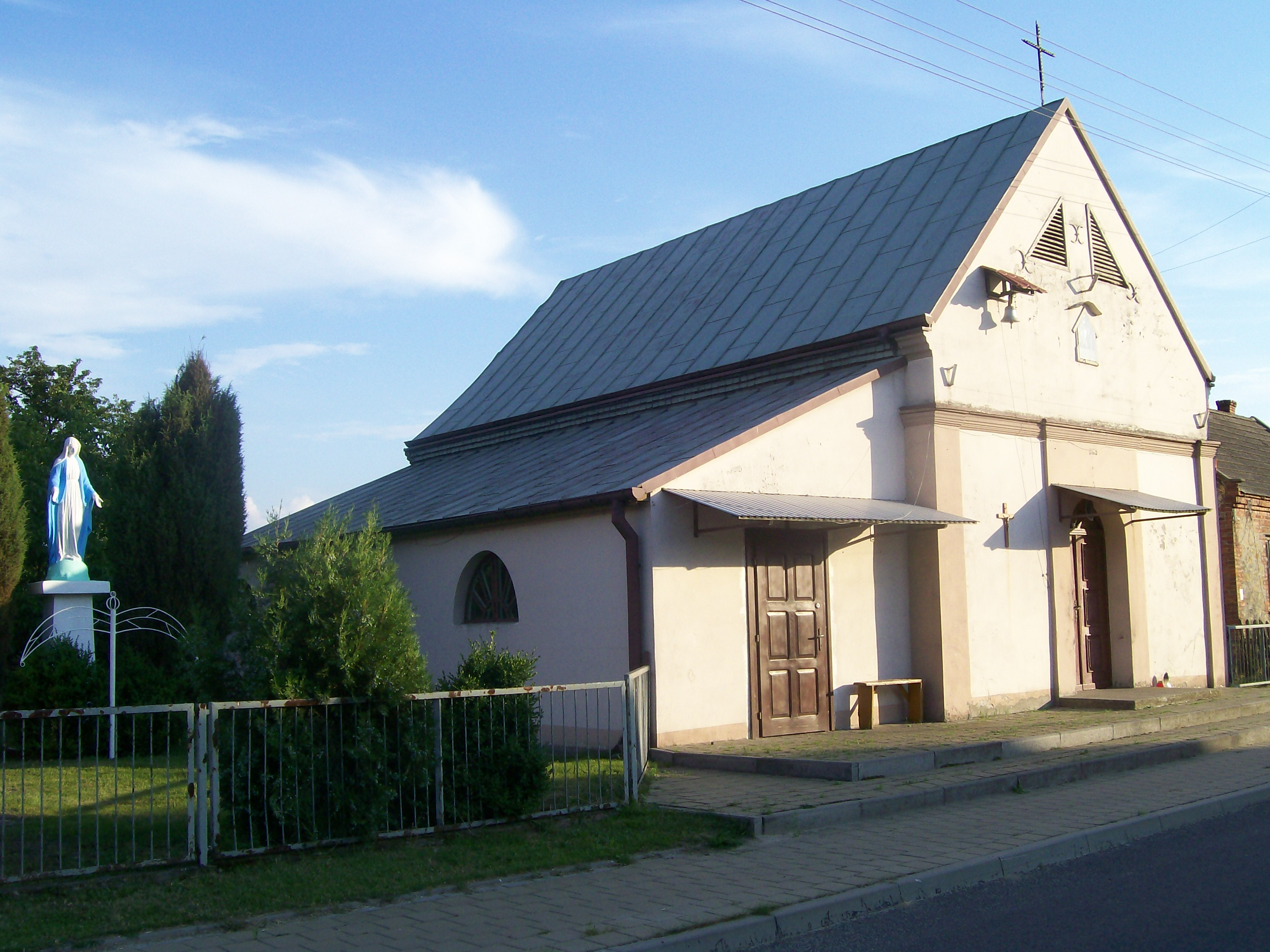

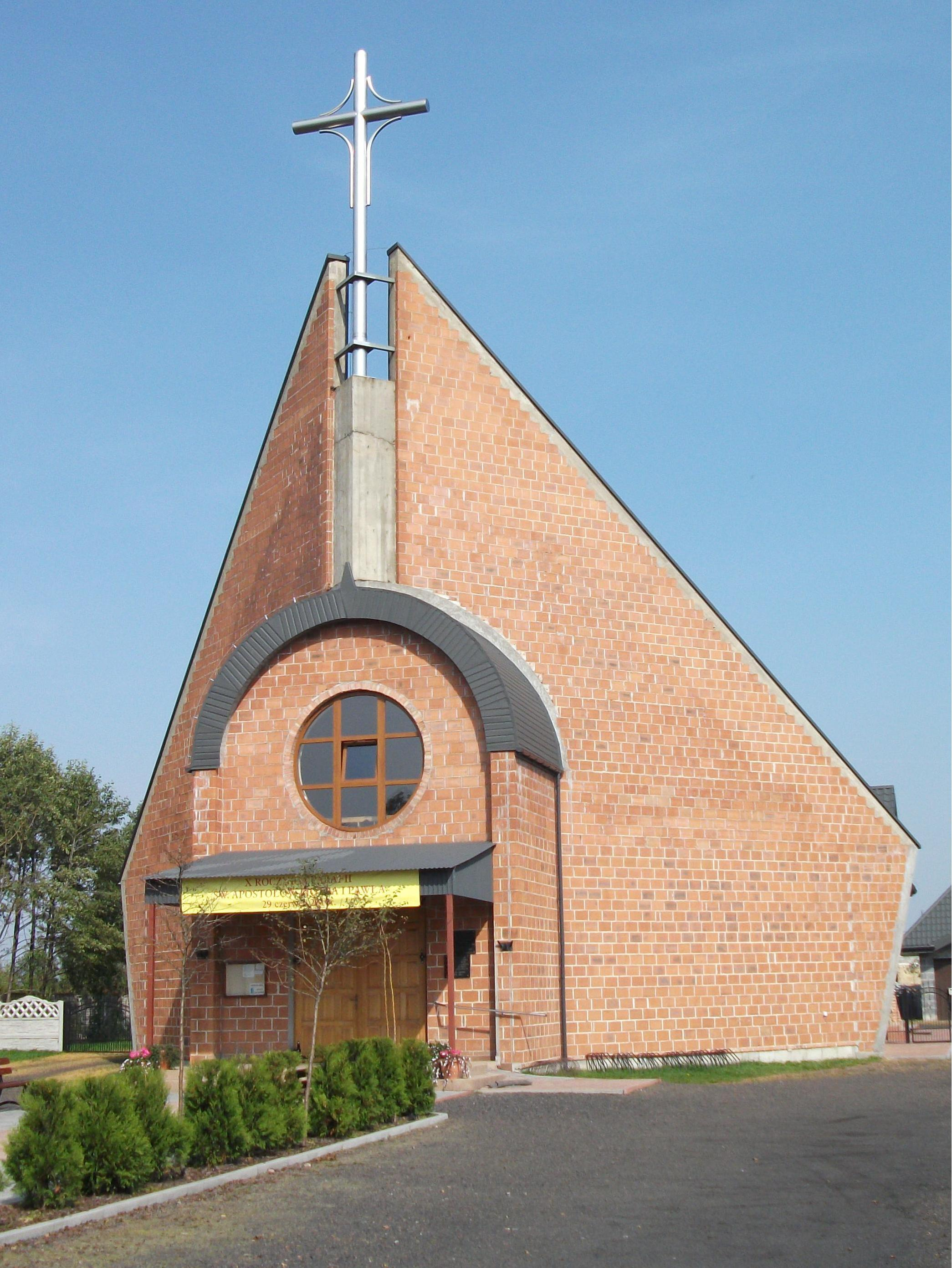

Wieś wzmiankowana po raz pierwszy w 1294 r. (Sencza), kiedy to Przemysł II skonfiskował synom Pełki, Jaśkowi i Bernadrdowi część Sieńca i nadał ją arcybiskupstwu, co było karą za udział w złupieniu dóbr kościelnych. Wieś wymieniana jest później również jako Syenyecz. W 1357 r. wzmiankowana jako własność arcybiskupia, w 1391 r. wymienia się kmiecia zamku wieluńskiego Janka z Sieńca; zapewne wieś stanowiła wówczas własność mieszaną, kościelno-królewską, a następnie kościelno-szlachecką, gdyż później znów wymienia się Sieniec jako majątek Kościoła (w 1511 r. było tu 9 kmieci arcybiskupa, dziekan wieluński i Starzeński posiadali po jednym kmieciu; w 1520 r. jeden łan należał do kanoników wieluńskich; w 1563 r. dziekan i Starzyński mieli po jednym łanie). W 1520 r. wieś przynależała do parafii rudzkiej. W 1552 r. wymieniana jako własność arcybiskupia (od 1563 r. kapituły gnieźnieńskiej), z wyjątkiem części należących do Stawskiego i Starzeńskiego. Toteż właśnie W 1555 r. arcybiskup Mikołaj Dzierzgowski przekazał kapitule arcybiskupi klucz wieluński, składający się zarówno z części wsi Sieniec jak i innych miejscowości chociażby takich jak: Drobnice czy Raduczyce. W latach osiemdziesiątych kapituła nabyła od szlachty pozostałą część wsi Sieniec oraz części innych wsi (np: Mierzyc, Przywózu) w powiecie wieluńskim.
Wzmianki mówią również o Tomaszu z Kraszkowic włodarzu w Sieńcu (1455) i młynarzu (1468). W 1886 r. Sieniec posiadał szkołę początkową, liczył wówczas 68 domów, zamieszkiwały go 532 osoby. Wieś poważnie zniszczona we wrześniu 1939r.
We wsi znaleziono jamy kultury łużyckiej z ceramiką datowaną na X–VIII wiek p.n.e. Krótkie badania sondażowe w 1973 roku ujawniły w profilu piaśnicy kilka jam z ceramiką kultury łużyckiej. Obiekty odkryto przypadkowo podczas wybierania piasku w roku 1973, o czym właściciel pola poinformował wieluńskie muzeum. Krótkie badania sondażowe ujawniły w profilu piaśnicy kilka jam z ceramiką kultury łużyckiej, która trafiła do zbiorów tegoż muzeum, a piasek przestano eksploatować.
W latach 1975–1998 miejscowość administracyjnie należała do województwa sieradzkiego.
Od czasów międzywojnia istnieje w Sieńcu szkoła podstawowa, która od 1963 roku mieści się w obecnym budynku.
Na terenie wsi od 1945 roku funkcjonuje Ochotnicza Straż Pożarna. W miejscowości istnieje także ubojnia drobiu i warsztat samochodowy.
Od roku 2000 Sieniec jest siedzibą parafii, którą tworzy wraz z sąsiednią wioską Jodłowiec. W związku z powstaniem parafii, w Sieńcu wzniesiono w 2006 roku nowy kościół, gdyż znajdująca się w środku wsi XIX-wieczna kaplica okazała się niewystarczająca. Obecnie w nowym kościele znajduje się relikwia Św. Jana Pawła II (cząstka włosów) która została poświęcona w 2015 r.
W Sieńcu, w 1906 roku, urodził się Józef Jasnowski, polski historyk, działacz emigracyjny.
Zabudowa
W ewidencji konserwatorskiej gminy znajdują się następujące domy:
drewniane:
- Sieniec 31 - 1935 r.
murowane:
- Sieniec 17 - 1935 r.
- Sieniec 76 - 1946 r.
oraz murowana kaplica pw. św. Piotra i Pawła z 1902 r., rozbudowana ok. 1970 r.
Przez wieś przebiega Droga wojewódzka nr 488. Z kolei przez obrzeża wsi przebiega północna obwodnica Wielunia.